# За Сибирью солнце всходит
За Сибирью солнце всходит (Песня об Устиме Кармалюке, укр. За Сибіром сонце сходить)  — украинская народная историческая песня о вожаке крестьянских повстанцев Устиме Кармалюке. Ведущей идеей произведения является самопожертвование во имя общественного блага, которая пронизывает песню. Экспозицией песни является возвращение Кармелюка из Сибири, завязкой является продолжение народным мстителем деятельности на благо обездоленных. В то время когда кульминацией песни выступает невозможность Кармелюка жить с семьей, развязкой выступает преследования и осуждения героя властью. В общем песня воспевает борьбу человека, который пытается восстановить справедливость для других, не преследуя никакой корыстной цели. При этом рискуя жизнью и здоровьем..
Песня рассказывает о ходе борьбы Устима Кармалюка против господ, которые угнетали подвластных крестьян. Песня имеет глубокий сакральный смысл, например название символизирует победность народной борьбы против барских эксплуататоров, так как солнце традиционно ассоциируется с добром, а Сибирь с проблемами, бедами и разлукой. Песня имеет около 40 вариантов, несколько отличаются между собой.
В песне воспеты скитания Кармелюка в Сибири, разлука с любимой женой и детьми, преследования разъяренных жандармов, грабежи богатых в пользу бедных, жизнь в лесу. Однако больше всего смысловая нагрузка приходится на последнюю строфу песни: именно в ней Кармалюк обнаруживает свое жизненное кредо: он не боится, потому что понимает, что будет идти до конца. Устим Кармалюк один из тех, кто помогал угнетенному народу выстоять и победить, чем приближал час победы над врагами. Поэтому через это его образ никогда не померкнет в народной памяти и будет жить в песне. И именно за это «вспомнил» его в будущем..
Песня, сложенная в тоскливом ключе, присущем романсам, и даже действительно имеет романсовий характер. Песня имеет много восклицательных интонаций, которые подчеркивают в одном случае четкую жизненную позицию, в другом — мотивы отчаяния.
Образ Кармалюка стал символом борьбы народа против несправедливости и обиды. Украинский народ сложил много песен, преданий и легенд о Кармалюка, наделив его богатырскими чертами. Тарас Григорьевич Шевченко называл Кармалюка «славным рыцарем». Образ Кармалюка отважного борца за свободу народа также воспроизведен в других художественных литературных произведениях. Например рассказы Марка Вовчка «Кармелюк», драматическое произведение Степана Васильченко «Кармелюк».

## Текст песни
За Сибіром сонце сходить,

Хлопці, не зівайте,

Ви на мене, Кармелюка,

Всю надію майте!

Ви на мене, Кармелюка,

Всю надію майте!
Повернувся я з Сибіру,

Та не маю долі,

Хоч, здається, не в кайданах,

А все ж не на волі.

Хоч, здається, не в кайданах,

А все ж не на волі.
Маю жінку, маю діти,

Та я їх не бачу,

Як згадаю про їх муку,

Сам гірко заплачу.

Як згадаю про їх муку,

Сам гірко заплачу.
Зібрав собі славних хлопців,

Що ж кому до того?

Засідаєм при дорозі

Ждать подорожнього.

Засідаєм при дорозі

Ждать подорожнього.
Чи хто їде, чи хто йде,

Треба їх спитати,

Як не має він грошей,

Треба йому дати.

Як не має він грошей,

Треба йому дати.
Аж тут їде сам владика:

— А здорові, хлопці!

— Ой довго ми вас чекали,

Благослови, отче!

— Ой довго ми вас чекали,

Благослови, отче!
Ой відлічив сам владика

Сорок тисяч грошей,

Подивився кругом себе —

Все хлопці хороші.

Подивився кругом себе —

Все хлопці хороші.
Ой чи їде, чи хто йде,

Треба його ждати.

Ой прийдеться Кармелюку

Марне пропадати,

Бо немає пристанища,

Ані свої хати.
Асесори, ісправники

За мною ганяють,

Більше вони людей б’ють,

Як я гріхів маю.

Більше вони людей б’ють,

Як я гріхів маю.
Зовуть мене розбійником,

Кажуть, розбиваю.

Ще ж нікого я не убив,

Бо й сам душу маю.

Ще ж нікого я не убив,

Бо й сам душу маю.
З багатого хоч я й возьму,

Убогому даю.

Отак гроші поділивши,

Я гріхів не маю.

Отак гроші поділивши,

Я гріхів не маю.
Слідять мене вдень і вночі,

По всяку годину,

Ніде мені подітися,

Я од журби гину.

Ніде мені подітися,

Я од журби гину.
Чи хто їде, чи хто йде,

Часто дурно ждати.

Отак треба в лісі жити,

Бо не маю хати.

Отак треба в лісі жити,

Бо не маю хати.
Пішов би я до дітей,

Красу мою знають,

Аби тільки показався,

То зараз впіймають.

Аби тільки показався,

То зараз впіймають.
А так треба стерегтися,

Треба в лісі жити.

Хоч, здається, світ великий,

Ніде ся подіти.

Хоч, здається, світ великий,

Ніде ся подіти.
Прийшла туга до серденька.

Як у світі жити?

Світ великий і розкішний,

Та ніде ся діти.

Світ великий і розкішний,

Та ніде ся діти.
У неділю дуже рано

У всі дзвони дзвонять,

А мене, Кармелюка,

Як звірюку, гонять.

А мене, Кармелюка,

Як звірюку, гонять.
Нехай гонять, нехай ловлять,

Нехай заганяють,

Нехай мене, Кармелюка,

В світі споминають.

Нехай мене, Кармелюка,

В світі споминають.